# Liselotte Ebnet
Liselotte Ebnet, auch Ammann-Ebnet (* 11. Februar 1932; † 25. September 2009 in München) war eine deutsche Operetten- und Musicalsängerin in der Stimmlage Sopran und Mezzosopran, sowie  Schauspielerin und Synchronsprecherin.

## Leben und Wirken
Nach ihrer Gesangs- und Schauspielausbildung spielte sie an verschiedenen kleineren deutschen (Musik-)Bühnen. 1956 wurde Ebnet festes Ensemblemitglied am Staatstheater am Gärtnerplatz. Dort avancierte sie schnell zu einem Publikumsliebling. Dem Theater gehörte sie bis 1980 an. Sie spielte an der Seite von Sári Barabás, Elisabeth Biebl, Dorothea Chryst, Harry Friedauer, Ferry Gruber, Rosl Schwaiger u. a. m. 
Die Künstlerin gastierte 1955 bei den Donaueschinger Musiktage und sang am 22. Oktober 1956 in Stuttgart bei der Uraufführung von Le petit Savoyard, von Wilhelm Killmayer. 1966 wirkte sie bei den Wiener Festwochen mit. Sie sang den Rafael in der Operette Prinzessin von Traperunt von Jacques Offenbach und den Oerstus in Die schöne Helena. Im Theater an der Wien sowie am Theater am Gärtnerplatz verkörperte Ebnet die Anna in dem Musical Der König und ich. Neben Gretel Hartung und Hella Puhlmann spielte sie im Gärtnerplatztheater in der Erstaufführung (6. Februar 1962) der Oper Lysistrate nach Aristophanes, Text und Musik von Paul Kont. Die umstrittene Oper erlebte nur zwei Aufführungen.  Äußerst positive Kritik erhielt Ebnet 1971 für die Partie des Prinzen Orlofsky in der Operette Die Fledermaus am Staatstheater am Gärtnerplatz.  
Die zur Kammerschauspielerin ernannte Künstlerin wirkte in einigen Filmen mit und betätigte sich noch als Synchronsprecherin. So synchronisierte sie beispielsweise Yvonne Sanson in dem Film Heiße Küste (1958).
Liselotte Ebnet war die dritte Ehefrau des Schauspielers Lukas Ammann. Das Ehepaar, das 1959 heiratete, hatte einen Sohn, der im Alter von sechs Jahren nach einem Sturz vom Balkon starb.

## Diskografie (Auswahl)
- Der König und ich, Label: Philips 1966
- Und der Himmel hängt voller Geigen, Label: Sonocord 1982 (2. Schallplatte)
- Viktoria und ihr Husar/Blume von Hawai, Label: Eurodisc 1990
- Das Feuerwerk, Label: Hamburger Archiv für Gesangskunst

## Filmografie (Auswahl)
- 1971: Tatort – Mordverdacht